# Winterbach (Badenia-Wirtembergia)
Winterbach – miejscowość i gmina w Niemczech, w kraju związkowym Badenia-Wirtembergia, w rejencji Stuttgart, w regionie Stuttgart, w powiecie Rems-Murr, wchodzi w skład wspólnoty administracyjnej Schorndorf. Leży nad rzeką Rems, ok. 12 km na wschód od Waiblingen, przy drodze krajowej B29 i linii kolejowej Stuttgart–Aalen), w Schurwaldzie.

## Współpraca
Miejscowość partnerska:
- Gleisdorf, Austria